# Розбірки в стилі кунг-фу
Розбірки в стилі кунг-фу (англ. Kung Fu Hustle) — комедійний фільм 2004 року, режисера Стівена Чоу.

## Сюжет
Китай, сорокові роки. Невдалий шахрай Сін замислив крупну справу. Він вступає до банди зарізяк «Сокири», яка намагається встановити панування в тихому кварталі під назвою «Свинарник». Чарівний, але незграбний герой стає ланкою в ланцюзі подій, що породжують карколомні поєдинки, захопливий екшн, купу смішних ситуацій і масу вражаючих спецефектів.